# Bram Stoker Awards 2003
Der Bram Stoker Award 2003 wurde im Jahr 2004 für Literatur und andere Medien verliehen, die im Vorjahr veröffentlicht worden waren. Bei der Verleihung werden jährlich außergewöhnliche Beiträge zur Horrorliteratur geehrt. Der Bram Stoker Award wird seit 1987 vergeben, die Gewinner werden per Wahl von den Mitgliedern der Horror Writers Association (HWA) bestimmt.
Die Zahl der Kategorien veränderte sich nicht im Vergleich zum Vorjahr.

## Gewinner und nominierte Autoren
Der Bram Stoker Award 2003 wurde in dreizehn Kategorien vergeben:
| Kategorie                                        | Gewinner                                               | Werk                                                                                       | Weitere nominierte Autoren | Bilder der Gewinner |
| ------------------------------------------------ | ------------------------------------------------------ | ------------------------------------------------------------------------------------------ | --- | ------------------- |
| Roman (Novel)                                    | Peter Straub                                           | lost boy lost girl (deutsch: Haus der blinden Fenster)                                     | - Stephen King: The Dark Tower V: Wolves of the Calla (deutsch: Wolfsmond) - James A. Moore: Serenity Falls - Stewart O’Nan: The Night Country (deutsch: Halloween) - Tom Piccirilli: A Choir of Ill Children                                                                                    |                     |
| Erstlingswerk (First Novel)                      | Brian Keene                                            | The Rising                                                                                 | - William D. Gagliani: Wolf’s Trap - Jeffrey Thomas: Monstrocity - Jeff Vandermeer: Veniss Underground |                     |
| Novelle (Long Fiction)                           | Jack Ketchum                                           | Closing Time                                                                               | - Douglas Clegg: The Necromancer - Tom Piccirilli: Fuckin’ Lie Down Already - Lucius Shepard: Louisiana Breakdown (deutsch: Endstation Louisiana) - David Niall Wilson: Roll Them Bones |                     |
| Kurzgeschichte (Short Fiction)                   | Gary A. Braunbeck                                      | Duty                                                                                       | - Scott Edelman: The Last Suppe - Stephen King: Harvey’s Dream - Joyce Carol Oates: The Haunting - George Saunders: The Red Bow |                     |
| Sammelband (Fiction Collection)                  | Jack Ketchum                                           | Peaceable Kingdom                                                                          | - Gary A. Braunbeck: Graveyard People: The Collected Cedar Hill Stories Vol 1 - Ramsey Campbell: Told by the Dead - Elizabeth Hand: Bibliomancy - Karen Taylor: Fangs and Angel Wings |                     |
| Anthologie (Anthology)                           | Elizabeth E. Monteleone & Thomas F. Monteleone (Hrsg.) | Borderlands 5                                                                              | - Bill Congreve (Hrsg.): Southern Blood: New Australian Tales of the Supernatural - Jack Dann, Ramsey Campbell & Dennis Etchison (Hrsg.): Gathering The Bones - Ellen Datlow (Hrsg.): The Dark - Ellen Datlow & Terri Windling (Hrsg.): The Year’s Best Fantasy & Horror: 16th Annual Collection |                     |
| Sachbuch (Nonfiction)                            | Thomas F. Monteleone                                   | The Mothers and Fathers Italian Association                                                | - Gary A. Braunbeck: Fear in a Handful of Dust - Ralan Conley: Ralan.com - Gary Spencer Millidge & Smoky Man (Hrsg.): Alan Moore: Portrait of an Extraordinary Gentleman - Brian Keene & Kelly Laymon (Hrsg.): Jobs in Hell - Judi Rohrig (Hrsg.): Hellnotes                                     |                     |
| Illustrierte Geschichte (Illustrated Narrative)  | Neil Gaiman                                            | The Sandman: Endless Nights (Sammlung)                                                     | - Alan Moore: The League of Extraordinary Gentlemen, Volume Two - Stefan Petrucha: Kolchak: “Devil in the Details” - Tom Pomplun (Hrsg.): Graphic Classics: Ambrose Bierce - Robert Weinberg: Vampire the Masqerade Giovanni — The Machiavelli Conundrum                                         |                     |
| Drehbuch (Screenplay)                            | Don Coscarelli                                         | Bubba Ho-Tep                                                                               | - Michael Cooney: Identity (deutsch: Identität) - Ted Elliott & Terry Rossio: Pirates of the Caribbean: The Curse of the Black Pearl (deutsch: Fluch der Karibik) |                     |
| Schrift für junge Leser (Work for Young Readers) | J. K. Rowling                                          | Harry Potter and the Order of the Phoenix (deutsch: Harry Potter und der Orden des Phönix) | - Steve Burt: Even Odder: More Stories To Chill The Heart - Catherine Fisher: The Oracle - Neil Gaiman: The Wolves in the Walls - Nina Kiriki Hoffman: A Stir of Bones |                     |
| Lyricsammlung (Poetry Collection)                | Bruce Boston                                           | Pitchblende                                                                                | - Michael Arnzen: Gorelets: Unpleasant Poems - Daphne Gottlieb: Final Girl - Charlee Jacob: Cardinal Sins - Mark McLaughlin: Professor LaGungo’s Exotic Artifacts & Assorted Mystic Collectibles - Marge Simon: Artist of Antithesis                                                             |                     |
| Alternative Formen (Alternative Forms)           | Michael Arnze                                          | The Goreletter (Newsletter)                                                                | - Bruce Ballon: From the Files of Matthew Gentech (Rollenspiel) - Christopher Golden & Amber Benson: Ghosts of Albion - Nanci Kalanta & Ron Dickie (Hrsg.): Horror World (E-Zine) |                     |
| Lebenswerk (Lifetime Achievement)                | Martin H. Greenberg & Anne Rice                        |                                                                                            | |                     |